# امپیلی-ل-بوردس
امپیلی-ل-بوردس (به فرانسوی: Ampilly-les-Bordes) یک کمون در فرانسه است که در Canton of Baigneux-les-Juifs واقع شده‌است.

## خصوصیات
امپیلی-ل-بوردس ۱۴٫۴۸ کیلومترمربع مساحت و ۷۶ نفر جمعیت دارد و ۴۰۰ متر بالاتر از سطح دریا واقع شده‌است.